# Кегичівське газоконденсатне родовище
Кегичівське газоконденсатне родовище — належить до Машівсько-Шебелинського газоносного району Східного нафтогазоносного регіону України.

## Опис
Розташоване в Харківській області на відстані 35 км від м. Берестин.
Знаходиться в південно-східній частині приосьової зони Дніпровсько-Донецької западини в межах Соснівсько-Біляївського структурного валу.
Структура виявлена в 1953 р. У розрізі палеозою вона є похованим міжкупольним підняттям; по покрівлі картамиської світи це брахіантикліналь субширотного простягання, східна перикліналь якої зруйнована Павлівським соляним штоком. Розміри структури по ізогіпсі — 2700 м 7,1х4,3 м. У 1963 р. в процесі буріння свердловини з пермських відкладів при глибині вибою 1973 м стався потужний викид газу. Колектори — карбонатні кавернозно-тріщинуваті породи микитівської світи та порові піщано-алевритові — картамиської і араукаритової світ.
Експлуатується з 1965 р. Режим покладу газовий. Запаси початкові видобувні категорій А+В+С1: газу — 20914 млн. м³; конденсату — 434 тис. т.